# Jan Rezek
Jan Rezek (Teplice, Csehszlovákia, 1982. május 5. –) cseh labdarúgó, aki jelenleg az Anórthoszi Ammohósztuban játszik. csatárként és szélsőként is bevethető. A cseh válogatott tagjaként ott volt a 2012-es Európa-bajnokságon.

## Pályafutása
Rezek 2000-ben kezdte meg profi pályafutását az FK Teplice csapatánál, 2003-ban érte el első komolyabb sikerét, mikor csapatával megnyerte a Cseh Kupát. 2004-ben Csehország egyik élcsapatához, a Sparta Prahához igazolt, ahol bajnokságot nyert. 2005-ben próbálta ki magát először külföldön, az orosz Kubany Krasznodarhoz szerződött. Egy évvel később visszatért Csehországba, a Viktoria Plzeň játékosa lett, de hamarosan ismét a Sparta Prahához igazolt, ahol újabb bajnoki címet és kupát nyert.
2008-ban kölcsönben a Bohemians 1905 csapathoz került, majd véglegesen is elhagyta a prágaiakat, és ismét a Viktoria Plzeňben kötött ki. Ott szintén egy bajnoki címet és egy Cseh Kupát nyert, majd 2011-ben kölcsönvette az Anórthoszi Ammohósztu. A ciprusiak 2012-ben véglegesítették a szerződését.

### A válogatottban
Rezek 2010-ben mutatkozott be a cseh válogatottban, első gólját 2011. szeptember 6-án, Ukrajna ellen szerezte. 2011. október 11-én, egy Litvánia elleni Eb-selejtezőn duplázni tudott. Tagja volt a csehek 2012-es Eb-n részt vevő keretének.

## Sikerei, díjai

### Klubcsapatban

#### FK Teplice
- Cseh kupagyőztes: 2003

#### Sparta Praha
- Cseh bajnok: 2004/05, 2006/07
- Cseh kupagyőztes: 2007

#### Viktoria Plzeň
- Cseh bajnok: 2010/11
- Cseh kupagyőztes: 2010

## Fordítás
- Ez a szócikk részben vagy egészben  a   Jan Rezek című angol Wikipédia-szócikk fordításán alapul.  Az eredeti cikk szerkesztőit annak laptörténete sorolja fel. Ez a jelzés csupán a megfogalmazás eredetét és a szerzői jogokat jelzi, nem szolgál a cikkben szereplő információk forrásmegjelöléseként.

## Külső hivatkozások
- Jan Rezek válogatottbeli statisztikái
- Jan Rezek adatlapja az iDNES.cz-n